# تشاك كالفرت
تشاك كالفرت (بالإنجليزية: Chuck Calvert)‏ هو سياسي أمريكي، ولد في 1930. حزبياً، نشط في الحزب الجمهوري. وقد انتخب عضو مجلس نواب أوهايو.